# Demonax substitutus
Demonax substitutus là một loài bọ cánh cứng trong họ Cerambycidae.